# Berninelsonius
Berninelsonius is een geslacht van kevers uit de familie  
kniptorren (Elateridae).
Het geslacht is voor het eerst wetenschappelijk beschreven in 1970 door Leseigneur.

## Soorten
Het geslacht omvat de volgende soort:
- Berninelsonius hyperboreus (Gyllenhal, 1827)